# Vionnaz
Vionnaz es una comuna suiza del cantón del Valais, situada en el distrito de Monthey. Limita al norte con la comuna de Vouvry, al este y sur con Collombey-Muraz, al sur también con un exclave de Monthey, y al oeste con La Chapelle-d'Abondance (FR-74) y Châtel (FR-74). 